# ヴィクトリースパーク
「ヴィクトリースパーク」とは、株式会社ブシロードから発売されていたトレーディングカードゲームである。公式での略称は「Vスパ（ヴイスパ）」であり、CMでも随時用いられている。なお、ここではこのゲームの雛型である『サンデーVSマガジン トレーディングカードゲーム』についても解説する。

## 概要
ゲームデザインは『ディメンション・ゼロ』、『ヴァイスシュヴァルツ』の中村聡率いる遊宝洞。
『サンデーVSマガジン トレーディングカードゲーム』は、『週刊少年サンデー』、『週刊少年マガジン』両誌の50周年合同企画一環として製作された。掲載漫画作品をテーマとし、多数の漫画キャラクターが同時に共演する。2010年1月に発売したブースターを最後に、『ヴィクトリースパーク』へと移行し、2012年1月には大会サポートも終了した。
『ヴィクトリースパーク』は、『サンデーVSマガジン トレーディングカードゲーム』と同じルール・カードデザインの商品として、サンデー、マガジン以外の漫画、アニメ、ゲーム作品からキャラクターをピックアップしたトレーディングカードゲーム。当初はブランドごとの組み分けであったが、『ヴァイスシュヴァルツ』同様作品単体で参戦するようになった。
プレイヤーは各キャラの能力を使用して相手のキャラをリタイヤさせていくルール。低年齢層も視野に入れており、「親子で楽しめるTCG」がコンセプトのため全てがキャラクターカードで構成されるなどシンプルな造りになっている。
2014年6月9日、同年8月1日発売の『熱風海陸ブシロード』の発売をもって商品展開を終了することが発表された。ルールサポート、不良品への対応、金・銀券の交換に関しては、2016年の8月末まで継続・実施予定とのこと。

## ルール
詳細は公式サイトのルール説明参照の事。（公式サイトURLは#外部リンク参照）

## 商品リスト（SvsM）
| 商品名称                                               | 参加作品 | 発売日         |
| ------------------------------------------------------ | --- | -------------- |
| 名探偵対決デッキ                                       | 名探偵コナン、金剛番長、史上最強の弟子ケンイチ、金田一少年の事件簿、MMR マガジンミステリー調査班、あしたのジョー | 2008年7月26日  |
| スポーツ決戦デッキ                                     | MAJOR、炎の転校生、結界師、はじめの一歩、巨人の星、コータローまかりとおる! | 2008年7月26日  |
| ラブコメデッキ                                         | うる星やつら、神聖モテモテ王国、タッチ、ラブひな、天才バカボン、ミスター味っ子 | 2008年7月26日  |
| ブースターパック第1弾 【ミステリー・レスキュー・恋愛】 | 名探偵コナン、金田一少年の事件簿、機動警察パトレイバー、サイボーグ009、め組の大吾、ゴッドハンド輝、漂流教室、クニミツの政、ワイルドライフ、GetBackers-奪還屋-、絶対可憐チルドレン、探偵学園Q、神聖モテモテ王国、スーパードクターK、うる星やつら、ラブひな、タッチ、コータローまかりとおる!、あいこら、The・かぼちゃワイン、じゃじゃ馬グルーミン★UP!、翔んだカップル 、さすがの猿飛、ケンコー全裸系水泳部 ウミショー、史上最強の弟子ケンイチ、BOYS BE…、おそ松くん、MMR マガジンミステリー調査班 | 2008年9月27日  |
| ブースターパック第2弾 【妖怪・魔法・超能力】           | GS美神 極楽大作戦!!、デビルマン、うしおととら、魔法先生ネギま!、犬夜叉、RAVE、ARMS、GetBackers-奪還屋-、ドロロンえん魔くん、ゲゲゲの鬼太郎、結界師、うしろの百太郎、うる星やつら、悪魔くん、Gu-Guガンモ、サイコメトラーEIJI、まことちゃん、エア・ギア、ハヤテのごとく!、MMR マガジンミステリー調査班、スプリガン、天才バカボン、うえきの法則プラス、釣りキチ三平、烈火の炎、バイオレンスジャック、月光条例                                                                                      | 2008年11月15日 |
| エクストラパック 【ヒロインエディション】              | うる星やつら、犬夜叉、らんま1/2、ラブひな、魔法先生ネギま! | 2009年1月10日  |
| ブースターパック第3弾 【格闘・学園】                   | 史上最強の弟子ケンイチ、あしたのジョー、らんま1/2、はじめの一歩、金剛番長、さよなら絶望先生、炎の転校生、魔法先生ネギま!、六三四の剣、1・2の三四郎、おれは直角、空手バカ一代、B・B、おれは鉄兵、帯をギュッとね!、タイガーマスク、がんばれ元気、コータローまかりとおる!、うる星やつら、スクールランブル、究極超人あ〜る、愛と誠、男組、涼風、かってに改蔵、カメレオン、天使な小生意気、魁!!クロマティ高校                                                                                        | 2009年1月17日  |
| ブースターパック第4弾 【野球・乗り物・料理】           | MAJOR、巨人の星、モンキーターン、ダイヤのA、焼きたて!!ジャぱん、エア・ギア、最強!都立あおい坂高校野球部、ミスター味っ子、ジャストミート、ちかいの魔球、ふたり鷹、名門!第三野球部、機動警察パトレイバー、GTO、からくりサーカス、バツ&テリー、ARMS、泣くようぐいす、D-LIVE!!、将太の寿司、H2、バリバリ伝説、クロスゲーム、Over Drive、タッチ、あいつとララバイ、ダッシュ勝平、中華一番! | 2009年3月14日  |
| ブースターパック第5弾                                  | 名探偵コナン、魔法先生ネギま!、魔王 JUVENILE REMIX、賭博覇王伝 零、神のみぞ知るセカイ、エア・ギア、MIXIM☆11、弑逆契約者ファウスツ | 2009年7月25日  |
| ブースターパック第6弾                                  | クロスゲーム、さよなら絶望先生、史上最強の弟子ケンイチ、新約「巨人の星」花形、オニデレ、スマッシュ!、MAJOR、もう、しませんから。、はじめてのあく、エリアの騎士 | 2010年1月9日   |

### 商品リスト（VS）
| 商品名称                                                 | 参加作品 | 種別                 | 発売日         |
| -------------------------------------------------------- | --- | -------------------- | -------------- |
| 電撃G's magazine                                         | シスター・プリンセス、マリッジロワイヤル、Baby Princess | トライアルデッキ     | 2009年10月10日 |
| 電撃G's magazine                                         | シスター・プリンセス、マリッジロワイヤル、Baby Princess | ブースターパック     | 2009年10月31日 |
| コミックブレイド                                         | ARIA、亡き少女の為のパヴァーヌ、エレメンタル ジェレイド | トライアルデッキ     | 2010年3月20日  |
| コミックブレイド                                         | ARIA、亡き少女の為のパヴァーヌ、エレメンタル ジェレイド | ブースターパック     | 2010年5月15日  |
| ドラゴンマガジン&ドラゴンエイジ                          | 生徒会の一存、まぶらほ、いつか天魔の黒ウサギ | トライアルデッキ     | 2010年3月20日  |
| ドラゴンマガジン&ドラゴンエイジ                          | 生徒会の一存、まぶらほ、いつか天魔の黒ウサギ | ブースターパック     | 2010年6月26日  |
| SEGA                                                     | 戦場のヴァルキュリア、サクラ大戦、シャイニング・ウィンド | トライアルデッキ     | 2010年3月20日  |
| SEGA                                                     | 戦場のヴァルキュリア、サクラ大戦、シャイニング・ウィンド | ブースターパック     | 2010年4月10日  |
| 迷い猫オーバーラン!                                      | 迷い猫オーバーラン! | トライアルデッキ     | 2010年7月3日   |
| 迷い猫オーバーラン!                                      | 迷い猫オーバーラン! | ブースターパック     | 2010年8月7日   |
| イースvs.空の軌跡                                        | イースシリーズ、英雄伝説 空の軌跡シリーズ、イースvs.空の軌跡 オルタナティブ・サーガ                                                                                    | トライアルデッキ     | 2010年9月11日  |
| イースvs.空の軌跡                                        | イースシリーズ、英雄伝説 空の軌跡シリーズ、イースvs.空の軌跡 オルタナティブ・サーガ                                                                                    | ブースターパック     | 2010年9月11日  |
| みつどもえ                                               | みつどもえ | トライアルデッキ     | 2010年11月6日  |
| みつどもえ                                               | みつどもえ | ブースターパック     | 2010年11月27日 |
| テイルズオブグレイセスエフ                               | テイルズオブグレイセスエフ | トライアルデッキ     | 2011年2月5日   |
| テイルズオブグレイセスエフ                               | テイルズオブグレイセスエフ | ブースターパック     | 2011年2月5日   |
| シャイニング・ハーツ                                     | シャイニング・ハーツ | トライアルデッキ     | 2010年12月18日 |
| シャイニング・ハーツ                                     | シャイニング・ハーツ | ブースターパック     | 2011年3月12日  |
| .hack//Link                                              | .hack//Link | トライアルデッキ     | 2010年12月18日 |
| .hack//Link                                              | .hack//Link | ブースターパック     | 2011年3月26日  |
| BLUE ROSES 〜妖精と青い瞳の戦士たち〜                    | BLUE ROSES 〜妖精と青い瞳の戦士たち〜 | エクストラブースター | 2011年1月15日  |
| ブレイク ブレイド                                        | ブレイク ブレイド | エクストラブースター | 2011年1月15日  |
| もっと To LOVEる-とらぶる-                               | もっと To LOVEる-とらぶる- | エクストラブースター | 2011年1月15日  |
| もっと To LOVEる-とらぶる-                               | もっと To LOVEる-とらぶる- | トライアルデッキ     | 2011年6月4日   |
| もっと To LOVEる-とらぶる-                               | もっと To LOVEる-とらぶる- | ブースターパック     | 2011年7月23日  |
| 神のみぞ知るセカイ                                       | 神のみぞ知るセカイ | トライアルデッキ     | 2011年6月4日   |
| 神のみぞ知るセカイ                                       | 神のみぞ知るセカイ | ブースターパック     | 2011年7月9日   |
| 花咲くいろは                                             | 花咲くいろは | エクストラブースター | 2011年9月3日   |
| 花咲くいろは VOL.2                                       | 花咲くいろは | エクストラブースター | 2012年1月14日  |
| 電撃G's magazine※                                        | Baby Princess 3Dぱらだいす0、ラブライブ! ※正式タイトルは「Baby Princess&ラブライブ!」だが、ナンバリングは先の「電撃G's magazine」と同じ「GS/○○○」となる。              | ブースターパック     | 2011年10月1日  |
| ロウきゅーぶ!                                            | ロウきゅーぶ! | エクストラブースター | 2011年10月22日 |
| テイルズ オブ エクシリア                                 | テイルズ オブ エクシリア | エクストラブースター | 2011年11月5日  |
| 僕は友達が少ない                                         | 僕は友達が少ない | トライアルデッキ     | 2011年11月19日 |
| 僕は友達が少ない                                         | 僕は友達が少ない | ブースターパック     | 2012年3月10日  |
| メルルのアトリエ 〜アーランドの錬金術士3〜               | メルルのアトリエ 〜アーランドの錬金術士3〜 | トライアルデッキ     | 2011年11月19日 |
| メルルのアトリエ 〜アーランドの錬金術士3〜               | メルルのアトリエ 〜アーランドの錬金術士3〜 | ブースターパック     | 2012年2月11日  |
| ラストエグザイル-銀翼のファム-                           | ラストエグザイル-銀翼のファム- | トライアルデッキ     | 2011年12月17日 |
| ラストエグザイル-銀翼のファム-                           | ラストエグザイル-銀翼のファム- | ブースターパック     | 2012年4月14日  |
| ベン・トー                                               | ベン・トー | トライアルデッキ     | 2012年2月18日  |
| ベン・トー                                               | ベン・トー | ブースターパック     | 2012年3月17日  |
| パパのいうことを聞きなさい!                              | パパのいうことを聞きなさい! | トライアルデッキ     | 2012年2月18日  |
| パパのいうことを聞きなさい!                              | パパのいうことを聞きなさい! | ブースターパック     | 2012年4月28日  |
| シャイニング・ブレイド                                   | シャイニング・ブレイド | トライアルデッキ     | 2012年3月15日  |
| シャイニング・ブレイド                                   | シャイニング・ブレイド | ブースターパック     | 2012年5月12日  |
| これはゾンビですか?                                      | これはゾンビですか? | トライアルデッキ     | 2012年6月23日  |
| これはゾンビですか?&これはゾンビですか? オブ・ザ・デッド | これはゾンビですか? | ブースターパック     | 2012年7月7日   |
| シャイニング・ハーツ ～幸せのパン～                      | シャイニング・ハーツ ～幸せのパン～ | ブースターパック     | 2012年7月21日  |
| 未来日記                                                 | 未来日記 | トライアルデッキ     | 2012年8月4日   |
| 未来日記                                                 | 未来日記 | エクストラブースター | 2012年9月1日   |
| 輪廻のラグランジェ                                       | 輪廻のラグランジェ | トライアルデッキ     | 2012年8月4日   |
| 輪廻のラグランジェ                                       | 輪廻のラグランジェ | ブースターパック     | 2012年9月8日   |
| 這いよれ!ニャル子さん                                    | 這いよれ!ニャル子さん | エクストラブースター | 2012年9月1日   |
| 織田信奈の野望                                           | 織田信奈の野望 | トライアルデッキ     | 2012年9月29日  |
| 織田信奈の野望                                           | 織田信奈の野望 | ブースターパック     | 2012年10月13日 |
| えびてん 公立海老栖川高校天悶部                          | えびてん 公立海老栖川高校天悶部 | トライアルデッキ     | 2012年9月29日  |
| えびてん 公立海老栖川高校天悶部                          | えびてん 公立海老栖川高校天悶部 | ブースターパック     | 2012年11月10日 |
| To LOVEる-とらぶる- ダークネス                           | To LOVEる-とらぶる- ダークネス | トライアルデッキ     | 2013年1月12日  |
| To LOVEる-とらぶる- ダークネス                           | To LOVEる-とらぶる- ダークネス | ブースターパック     | 2013年2月9日   |
| 僕は友達が少ないNEXT                                     | 僕は友達が少ないNEXT | トライアルデッキ     | 2013年1月12日  |
| 僕は友達が少ないNEXT                                     | 僕は友達が少ないNEXT | ブースターパック     | 2013年5月10日  |
| シャイニング・アーク                                     | シャイニング・アーク | トライアルデッキ     | 2013年3月16日  |
| シャイニング・アーク                                     | シャイニング・アーク | ブースターパック     | 2013年4月20日  |
| 這いよれ!ニャル子さん                                    | 這いよれ!ニャル子さん | トライアルデッキ     | 2013年5月24日  |
| 這いよれ!ニャル子さんW                                   | 這いよれ!ニャル子さんW | ブースターパック     | 2013年7月5日   |
| デート・ア・ライブ                                       | デート・ア・ライブ | トライアルデッキ     | 2013年5月24日  |
| デート・ア・ライブ                                       | デート・ア・ライブ | ブースターパック     | 2013年7月19日  |
| ハヤテのごとく!                                          | ハヤテのごとく! | トライアルデッキ     | 2013年6月21日  |
| ハヤテのごとく!                                          | ハヤテのごとく! | エクストラブースター | 2013年6月21日  |
| ラブライブ!                                              | ラブライブ! | トライアルデッキ     | 2013年6月21日  |
| ラブライブ!＆電撃G'sマガジン※                            | ラブライブ!、Sister Princess、Baby Princess、双恋 ※正式タイトルは「ラブライブ！＆電撃G'sマガジン」だが、ナンバリングは先の「電撃G's magazine」と同じ「GS/○○○」となる。 | ブースターパック     | 2013年8月16日  |

## インターネットラジオ
HiBiKi Radio Stationと音泉で『サンデーVSマガジン カードゲームラジオ』が配信された。
ヴィクトリースパーク カードゲームラジオ
2009年9月21日から2010年12月27日まで、HiBiKi Radio Stationで毎週月曜日に配信されていたラジオ番組。パーソナリティは、前田登（はりけ〜んず）、稲村優奈、橘田いずみ。
ヴィクトリースパーク ラジオ! 〜みころんでいきマッシュ!〜
2011年1月10日から2014年8月25日まで、HiBiKi Radio Stationで毎週月曜日に配信されていたラジオ番組。パーソナリティは、佐々木未来、中本順久（Theマッシュ）。